# Dei svarte hestane
Dei svarte hestane är en norsk svartvit dramafilm från 1951 i regi av Hans Jacob Nilsen och Sigval Maartmann-Moe. Nilsen spelade även filmens huvudroll som Ambros Førnes.

## Handling
Ambros Førnes äger två stora gårdar med fyra hästar så skinande svarta att alla känner till dem. Han tyr sig mer och mer till hästarna eftersom hans fru Lisle inte älskar honom som han älskar henne. Lisle kan inte glömma Bjørnskinn, mannen hon en gång var förälskad i. Bjørnskinn återvänder en dag till bygden vilket skakar om familjen Førnes. Familjen är i upplösning vilket får stora konsekvenser inte minst för sonen Kjell som känner en stark lojalitetskonflikt mellan föräldrarna.

## Rollista
- Hans Jacob Nilsen – Ambros Førnes
- Eva Sletto – Lisle Førnes
- Olav Strandli – Kjell Førnes
- Mette Lange-Nielsen – Viv Førnes
- Claus Wiese – Rolv Gangstad
- Ottar Wicklund – Bjørnskinn
- Else-Merete Heiberg – Frida Nordbø
- Roy Bjørnstad – Falte
- Jens Bolling – Henrik Nordbø
- Lasse Kolstad – en bondpojke
- Eva Nilsen – Mabb Førnes
- Alf Ramsøy	 – Leiv Førnes
- Ingolf Rogde – Brankestad
- Espen Skjønberg – Ola Nordbø
- Liv Uchermann Selmer – Inger
- Einar Vaage – Salmakar Ås

## Om filmen
Dei svarte hestane är Hans Jacob Nilsens första och enda filmregi. För filmens tekniska regi svarade Sigval Maartmann-Moe som skulle regissera ytterligare fyra filmer under 1950-talet. Filmen bygger på Tarjei Vesaas' roman med samma namn som omarbetades till filmmanus av Kåre Bergstrøm och Eiliv Odde Hauge. Den producerades av Norsk Film A/S med Maartmann-Moe som produktionsledare. Den filmades med Finn Bergan som fotograf och klipptes samman av Jan Erik Düring. Sverre Bergli var kameraassistent och stillbildsfotograf. Musiken komponerades av Gunnar Sønstevold. Filmen premiärvisades den 24 september 1951 i Norge.